# 324
|  | Per a altres significats, vegeu «3/24». |

## Esdeveniments
- Constantinoble (actual Istanbul, Turquia): per ordre de l'emperador romà Constantí I el Gran, comença la construcció de la ciutat com a capital de l'Imperi Romà d'Orient, que inaugurarà amb el seu nom l'any 330.[1]
- Constantí reorganitza l'exèrcit romà en unitats més petites classificades en tres graus: palatini, (exèrcits d'escorta imperial); comitatenses, (forces basades en províncies frontereres) i limitanei (tropes auxiliars frontereres).[2]
- Execució de Licini I ordenada per Constantí I el Gran el seu successor.

## Necrològiques
- Guo Pu, escriptor xinès